# Cinco obstáculos
En budismo, los cinco obstáculos son estados mentales negativos que impiden alcanzar el éxito en la meditación budista y alejan de la iluminación. Su nombre en Pali es pañca nīvaraṇāni.
Estos estados son:
- Kāma: Ansia por el placer de los sentidos.
- Byāpāda o vyāpāda: Mala voluntad, malicia. Malos sentimientos hacia los demás.
- Thīna-middha: Letargo. Acciones sin concentración.
- Uddhacca-kukkucca: Inquietud. Inhabilidad para calmar la mente.
- Vicikicchā: Duda. Falta de convicción o confianza.

## En el Canon Pali
El Samyutta Nikaya del Canon Pali, yuxtapone los cinco obstáculos con los siete factores de la iluminación (bojjhanga). Por ejemplo, según el Samyutta Nikaya 46.37, el buda dice:
«Bhikkus, hay cinco obstáculos, corrupciones de la mente, debilitadores de la sabiduría ¿Qué cinco son? El deseo sensual, la mala voluntad, el letargo, la inquietud, la duda».
«Hay, bhikkus, siete factores para la iluminación que son no-obstrucciones, no-obstáculos; cuando se desarrollan y cultivan, conducen a la realización del fruto del conocimiento y la liberación ¿Qué siete son? El factor iluminante de la clarividencia, la discriminación de estados, tranquilidad, concentración, ecuanimidad…».
Anālayo (2006), pp. 239-40, destaca:
«Para superar los obstáculos, para practicar satipatthana y establecer los factores del surgimiento, hay, de hecho, de acuerdo con varios discursos en pali, aspectos en común en todos los despertares de los budas del presente, pasado y futuro».
De forma similar podemos encontrar como forma de superación de los cinco obstáculos a los cinco poderes del budismo.

## Superando los obstáculos
Todas las tradiciones budistas enfatizan que los obstáculos pueden superarse investigándolos y comprendiéndolos. El profesor Ajahn Sumedho dice:
Meditando uno puede comprender los Cinco Obstáculos. Cuando uno de ellos está presente, tú lo investigas, lo comprendes, aceptas su presencia y aprendes a manejarte con él. A veces le dirás que se vaya y se irá, pero otras veces tendrás que dejarle quedarse mientras se va desvaneciendo.
El profesor Gil Fronsdal señala que para ser un buen estudiante de los obstáculos, debes ser muy paciente con ellos y no restarles importancia. Cuando los obstáculos surgen, debes pararte y prestarles atención. «Me paro por el obstáculo que surge, pero no me conformo con ello». Según Fronsdal debes volverte curioso e interesarte por el estudio del obstáculo.
El Insight Meditation Centre propone RAIN para investigar los obstáculos:
- R: Reconocerlo.
- A: Aceptarlo.
- I: Investigarlo. Mostrar curiosidad por saber. ¿Cómo es?
- N: No-identificación. Esta situación es pasajera. Yo no soy este obstáculo.